# Olindina
Olindina este un oraș în statul Bahia (BA) din Brazilia.